# ツイン16システム
「ツイン16システム」はコナミ（現・コナミデジタルエンタテインメント）が開発したアーケードゲーム基板である。

## スペック
- メインCPU : 2 x 68000 @ 10MHz
- サウンドCPU : Z80A
- 音源チップ : ヤマハ YM2151 + NEC μPD7759C + コナミカスタム 007232

## 主なタイトル
- 魔獣の王国（1987年）
- グラディウスII -GOFERの野望-（1988年）
- ハードパンチャー -血まみれの栄光-（1988年）
- M.I.A. (ゲーム)（1989年）
- キューブリック（1989年）